# SGCE
SGCE‏ (Sarcoglycan epsilon) هوَ بروتين يُشَفر بواسطة جين SGCE في الإنسان.